# Windsor Star
Windsor Star ist eine täglich erscheinende englischsprachige Tageszeitung in Windsor, Ontario, Kanada. Die Zeitung erscheint im Broadsheet-Format und wird von Postmedia Network produziert. Die Redaktion befindet sich an der 300 Ouellette Avenue, die Druckerei befindet sich im südlichen Bereich der Stadt. Die Zeitung erscheint täglich von Montag bis Samstag.

## Geschichte
Die erste Zeitung und der Vorgänger der heutigen Windsor Star war die wöchentlich erscheinende Windsor Record im Jahre 1888. 1918 wurde die Zeitung in Border Cities Star umbenannt, als diese von W. F. Herman gekauft wurde. In den folgenden Jahren wurden mehrere regionale Zeitungen übernommen und bis zum Jahr 1959 unter der Bezeichnung Windsor Star zusammengeführt. W.F. Hermann verstarb 1938, so dass seine Frau, Adie Knox Herman, die Geschäfte übernommen hatte. 1971 wurde die Zeitung an Southam Press verkauft, welches wiederum im Jahre 2000 von CanWest übernommen wurde. Nach dem Aufkauf von Teilen der insolventen CanWest übernahm Postmedia Network die Zeitung.